# Spizellomycetales
Spizellomycetalesé uma ordem de fungos do filo Chytridiomycota. Os quitrídios da ordem Spizellomycetales são essencialmente fungos ubíquos produtores de zoósporos encontrado em solos onde decompõem o pólen. Recentemente eles também foram encontrados em esterco e ambientes montanhosos, expandindo consideravelmente a gama de habitats  onde espera-se encontrar estes fungos.

## Classificação
A ordem inclui os seguintes géneros:
- Spizellomyces D.J.S. Barr 1980
- Triparticalcar D.J.S. Barr 1980
- Gaertneriomyces D.J.S. Barr 1980
- Geranomyces D.R. Simmons 2011[4]
- Powellomyces Longcore, D.J.S. Barr & Désauln. 1995
- Kochiomyces D.J.S. Barr 1980[5]
- Thoreauomyces  Simmons & Longcore 2012
- Fimicolochytrium  Simmons & Longcore 2012

## Papel no ambiente
os quitrídios da ordem Spizellomycetales exercem no solo o papel benéfico de reciclar nutrientes e parasitar organismos que atacam plantas, como nemátodos e oósporos de míldios. Por outro lado, eles também exercem papéis prejudiciais como parasitas de micorrizas arbusculares, fungos simbióticos que ajudam as plantas a obter nutrientes essenciais. Estudos com isolamento, cultura e caracterização molecular desses fungos têm demonstrado uma grande diversidade não descrita entre os Spizellomycetales, mesmo entre isolados coletados dentro da mesma área geográfica.  Assim, estes fungos pouco estudados aguardam uma melhor exploração.